# Johan Lagerström (präst)
Johan Lagerström, född 27 april 1753 i Styrstads församling, Östergötlands län, död 20 december 1821 i Styrstads församling, Östergötlands län, var en svensk präst.

## Biografi
Johan Lagerström föddes 1753 på Tornby i Styrstads socken. Han var son till kronolänsmannen Anders Lagerström i Lösings härad och Maria Elisabeth Duraeus. Lagerström studerade i Linköping och blev 1773 student vid Uppsala universitet. Där avlade han 1781 filosofie kandidatexamen och promoverades 17 juni 1782 till filosofie magister. Lagerström blev 31 maj 1782 apologist vid Linköpings trivialskola, tillträde direkt och 1794 kollega vid skolan, tillträdde 1795. Han prästvigdes 15 oktober 1786 och avlade samma dag pastoralexamen. Lagerström blev 20 augusti 1794 kyrkoherde i Styrstads församling, tillträdde 1796 och utnämndes 3 oktober 1804 till prost. Han var opponent vid prästmötet 1802 och blev 1 juni 1808 kontraktsprost i Norrköpings kontrakt. Lagerström avled 1821 i Styrstads socken.

### Familj
Lagerström gifte sig första gången 24 juni 1795 med Beata Elisabeth Sevén (1768–1805), dotter till komministern Johan Sevén i Tjällmo församling. De fick tillsammans barnen Christina ELisabeth Lagerström (1796–1796) och Samuel Johan Lagerström (1801–1801).
Lagerström gifte sig andra gången 20 mars 1806 med Karin Sääf (1779–1818), dotter till rådmannen Johan Sääf i Norrköping och Maria Magdalena Widman. De fick tillsammans barnen Carl Lagerström (1807–1812), kontorsskrivaren Anders Gustaf Lagerström (1807–1871), Fredrik Wilhelm Lagerström (1808–1809), Beata Charlotta Lagerström (1811–1817) och en son (1818–1818).